# 王時濟 (萬曆進士)
王時濟（？—？），字道甫，號龍塢，山西平陽府絳州稷山縣人，民籍，明朝政治人物。

## 生平
萬曆十年壬午科山西鄉試第十九名，萬曆十一年（1583年）癸未科會試第七十五名，登三甲第二十四名進士。工部觀政，本年丁憂，十四年授户部主事，十八年歷官户部郎中，十九年任卫辉府知府，卒于官。著有《龍塢集》。

## 家族
曾祖王興；祖父王滿；父王越。前母薛氏；前母史氏；母朱氏。